# Chelonus brachyurus
Chelonus brachyurus är en stekelart som beskrevs av Thomson 1874. Chelonus brachyurus ingår i släktet Chelonus och familjen bracksteklar. Arten är reproducerande i Sverige. Inga underarter finns listade i Catalogue of Life.